# Nguyễn Hoàng (thiếu tướng)
Nguyễn Hoàng (sinh năm 1957) là một sĩ quan cấp cao trong Quân đội nhân dân Việt Nam, hàm Thiếu tướng. Ông từng giữ chức vụ Phó Tư lệnh Quân khu 9, nguyên Tư lệnh Quân đoàn 4, Quân đội nhân dân Việt Nam.

## Thân thế và sự nghiệp
Ông Công Tác và Trưởng thành ở Quân đoàn 4, Quân đội nhân dân Việt Nam.
Năm 2010, bổ nhiệm giữ chức Tư lệnh Quân đoàn 4, Quân đội nhân dân Việt Nam.
Năm 2013, bổ nhiệm giữ chức Phó tư lệnh Quân khu 9, Quân đội nhân dân Việt Nam.
Năm 2017, ông nghỉ chờ hưu.
Thiếu tướng (2010)